# Star Trek: Der Aufstand
Star Trek: Der Aufstand (englischer Originaltitel: Star Trek: Insurrection) ist der neunte Star-Trek-Kinofilm und der dritte, der auf der Fernsehserie Raumschiff Enterprise: Das nächste Jahrhundert basiert. Wie zuvor schon bei Star Trek: Der erste Kontakt war Jonathan Frakes, der Darsteller von William T. Riker, Regisseur des Films. Der Film startete am 11. Dezember 1998 in den USA und am 31. Dezember 1998 in den deutschen Kinos.

## Handlung
Während einer diplomatischen Mission erhält die Enterprise-E die Nachricht, dass Lt. Commander Data einen getarnten Beobachtungsstützpunkt der Föderation offenbar in einem Amoklauf angegriffen und enttarnt habe. Der Beobachtungsstützpunkt wurde gemeinsam mit dem Volk der Son’a betrieben, befand sich auf der Heimatwelt der Ba’ku, einem Planeten in einer Region merkwürdiger kosmischer Phänomene, bekannt als Briar Patch. Die Ba’ku sind scheinbar eine „Prä-Warp-Zivilisation“, die eine reine Agrarkultur betreibt, dabei aber über hoch entwickelte kognitive und motorische Fähigkeiten verfügt. Außerdem hat ihr Planet eine besondere Eigenschaft: Die Strahlung der umgebenden Planetenringe bewirkt bei den Bewohnern die ständige Zell-Regeneration und somit ein praktisch unendliches Leben.
Der leitende Offizier, Admiral Matthew Dougherty, fordert Datas Baupläne an, jedoch will Captain Picard selber herausfinden, was mit Data passiert ist. Der Crew der Enterprise gelingt es schließlich, Data einzufangen und seine ursprünglichen Funktionen wiederherzustellen. Gemeinsam versuchen sie zu ergründen, was seine irrationale Handlungsweise verursacht hat. Sie finden dabei in einem Stausee ein getarntes Raumschiff, in dem eine holografische Simulation des Ba’ku-Dorfes aufgebaut ist. Weiter finden sie heraus, dass eine Verschwörung von Teilen der Sternenflotte mit den Anführern der Son’a existiert. Die Son’a sind ein sterbendes Volk, das bisher in viele illegale Aktivitäten wie Waffenhandel mit dem Dominion verwickelt war. Gemeinsam mit der Sternenflotte versuchen sie, das Volk der Ba’ku, welches aus ca. 600 Personen besteht, ohne deren Wissen oder Einwilligung auf einen anderen Planeten umzusiedeln, um die regenerativen Eigenschaften der Ba’ku-Heimatwelt zur Rekonvaleszenz ihrer Rasse ausnutzen zu können.
Im Verlauf ihres Aufenthaltes bemerkt auch die Enterprise-Crew die besonderen Eigenschaften des Planeten, so regenerieren sich beispielsweise Geordi La Forges Augen, Worf kommt in die klingonische Pubertät, den Jak'tahla, und Picard wird zusehends schlanker. Ebenfalls flammt die Liebe zwischen Cmd. Riker und Deanna Troi wieder auf. Es stellt sich heraus, dass die friedlichen und einfach lebenden Ba’ku eine bewusste Entscheidung für ein Leben mit der Natur und gegen die Entwicklung fortschrittlicher Technologien getroffen haben, welche sie einst besaßen. Picard: „Ihr verfügt über den Warp-Antrieb?“ Antwort: „Ja, aber wohin würde er uns bringen? Doch nur weg von hier.“
Gegen die Anordnung Admiral Doughertys beginnt die gegen ihn rebellierende Enterprise-Crew um Picard mit der Evakuierung des Ba’ku-Dorfes, um die Verschleppung zu sabotieren. Gleichzeitig macht sich Riker mit der Enterprise auf, um den Föderationsrat zu kontaktieren und das Vorhaben zu verhindern.
Picard wird bei einem Gefecht gegen Son’a-Drohnen gefangen genommen und findet heraus, dass die Son’a in Wirklichkeit abtrünnige Ba’ku sind. Sie verließen vor langer Zeit ihren Heimatplaneten, als sich ihre Rasse von ihrer überlegenen Technologie lossagte und sich auf dem Planeten im Briar Patch ansiedelte. Einige Son’a sind auf ihrem neuen Heimatplaneten geboren, während andere noch Mitglieder der ursprünglichen „Flüchtlinge“ sind.
Riker schafft es indessen, die Föderation zu warnen, verliert aber in einem Gefecht gegen zwei schwer bewaffnete Son’a-Kreuzer den Warpkern und muss nach innovativer Beseitigung der Schiffe den langsamen Rückweg zu Picard und der Crew antreten.
Gleichzeitig entdeckt Picard im Orbit des Planeten einen Injektor, mit dem die Son’a die regenerative Strahlung des Planeten „ernten“ wollen, dabei aber dessen Atmosphäre vergiften. Der Captain schafft es, die Son’a um deren ruchlosen Anführer Adhar Ru’afo ohne deren Wissen in eine Simulation ihres eigenen Schiffes zu beamen, welche in dem Holo-Raumschiff abläuft, das ursprünglich für die Ba’ku bestimmt war und inzwischen in den Weltraum befördert wurde.
Picard kann zwar den Start des Injektors aufhalten, nicht aber Ru’afo, der sich vom Holoschiff auf den Injektor beamt und den Countdown manuell neu einleitet. Picard folgt ihm, und es kommt zum Kampf, den er für sich entscheiden kann; jedoch ist die Selbstzerstörungsautomatik aktiviert. Im letzten Moment wird Picard von der rechtzeitig zurückgekehrten Enterprise gerettet, während Ru’afo mit seinem Injektor untergeht.
Dank des Eingreifens der Crew der Enterprise kann die Verschwörung aufgedeckt und die Verschleppung der Ba’ku endgültig gestoppt werden. Die Son’a kehren in den Schoß ihrer ursprünglichen Gesellschaft zurück.

## Hintergrund und Sonstiges
- Nach dem sehr erfolgreichen Actionfilm Star Trek: Der erste Kontakt war Star Trek: Der Aufstand eher eine ruhige Episode in der Geschichte der Star-Trek-Filme. Unter dem Arbeitstitel „Prime Directive“ geplant, war er an der Kinokasse ein mittlerer Erfolg bei Einnahmen von ca. 117 Millionen US-Dollar gegenüber Produktionskosten von 70 Millionen Dollar.
- Für die Kinofassung fielen etliche Szenen der Schere zum Opfer. Diese sind auf der Special-Edition-DVD des Filmes enthalten. Dabei handelt es sich um folgende Szenen:
  - Mehrere Einstellungen mit dem von Armin Shimerman verkörperten Barmann Quark aus Star Trek: Deep Space Nine fehlen.
  - Die Szenen mit Riker und Troi in der Schiffsbibliothek sind länger. Es fehlt, wie sich beide weiter necken und mit Papierkügelchen bewerfen. Nachdem sie deswegen von der Bibliothekarin ermahnt werden, macht ein ebenfalls anwesendes Crewmitglied zusätzlich mit und bewirft die beiden. Bei dem Darsteller des vom Planeten Trill stammenden Crewmitgliedes handelt es sich um Max Grodénchik, dem Darsteller des Ferengi Rom aus Star Trek: Deep Space Nine.
  - Auch die Szene mit Picard und Anij am Wasserfall ist länger. Hier fehlt eine sich anschließende Kussszene zwischen beiden. Picard-Darsteller Patrick Stewart war über die Entfernung dieser Szene etwas verschnupft und meinte in einem Interview, dass er ein guter Küsser sei, dies nun aber niemand sehen könnte.
  - Für den Showdown zwischen Picard und Ru’afo gab es noch ein alternatives Ende. Ru’afo kämpft sich zur Injektorsteuerung hoch und vertreibt Picard. Als er die Maschinerie wieder in Gang setzen will, zeigt ihm Picard triumphierend eine entfernte Sicherung. Picard steht dabei auf einer Plattform, die daraufhin zurückfährt. Der nun wirkungslose Injektor wird gestartet und Ru’afo wird mit dem Projektil in die Planetenringe geschossen. Man sieht, wie Ru’afo durch die Kraft der Ringe immer jünger wird und schließlich zu Nichts zerfällt. Dies wurde nur im Roman realisiert.
- Viele Innensets der Enterprise E waren Variationen von Innendekorationen der Serie Star Trek: Raumschiff Voyager. Für die Son’a-Arrestzelle wurde ein Voyager-Frachtraum, für die Bibliothek der Voyager-Maschinenraum und für „Die Yacht des Captains“, die hauptsächlich von Data geflogen wird, ein Voyager-Shuttle verwendet.
- Auch Counselor Trois Büro stammt vom Set der Voyager: Dort dient es als Captain Janeways Bereitschaftsraum.
- Die Krankenstation der Enterprise E entspricht ebenso der der Voyager.
- Das Set des Schönheits-OP-Raumes auf dem Son’a-Schiff sah man in der Serie Star Trek: Raumschiff Voyager wieder. In der Episode 4x23 Living Witness (Der Zeitzeuge) diente es als kyriansches Museum.
- Das Innenset des Shuttles von Picard und Worf war ein verändertes Runabout aus Star Trek: Deep Space Nine.
- Es ist der erste Star-Trek-Film, der nicht an Orten auf oder im Umfeld der Erde spielt. Es ist auch der erste Film der Reihe, dessen Weltraum-Szenen komplett am Computer geschaffen wurden.
- Matthew-Dougherty-Darsteller Anthony Zerbe ist bereits neun Jahre zuvor einen ähnlichen Filmtod wie in Star Trek IX gestorben. Im James-Bond-Thriller Lizenz zum Töten zerplatzt sein Kopf in einer Dekompressionskammer, während er diesmal zu Tode geliftet wird.
- Ru’afos Handlanger Gallatin wurde nach dem Heimatkreis von Star-Trek-Autor Brannon Braga, Gallatin County (Montana), benannt.
- Die Szenen, in denen Data in den See läuft, entstanden am Convict Lake nördlich des Mount Morrison in der Sherwin Range in Kalifornien.
- Während Captain Picard und Worf das Raumschiff von Data entführen, lenken sie diesen ab, indem sie das Lied „A british tar“ aus der Operette H.M.S. Pinafore von Gilbert und Sullivan singen.

## Synchronisation
Dialogbuch & -Regie: Lutz Riedel
| Rollenname                           | Darsteller        | Deutsche Synchronstimme |
| ------------------------------------ | ----------------- | ----------------------- |
| Captain Jean-Luc Picard              | Patrick Stewart   | Rolf Schult             |
| Commander William Riker              | Jonathan Frakes   | Tom Vogt                |
| Lieutenant Commander Data            | Brent Spiner      | Michael Pan             |
| Lieutenant Commander Geordi La Forge | LeVar Burton      | Bernd Vollbrecht        |
| Lieutenant Commander Worf            | Michael Dorn      | Raimund Krone           |
| Dr. Beverly Crusher                  | Gates McFadden    | Rita Engelmann          |
| Counsellor Deanna Troi               | Marina Sirtis     | Eva Kryll               |
| Anij                                 | Donna Murphy      | Judy Winter             |
| Ahdar Ru’afo                         | F. Murray Abraham | Gunter Schoß            |
| Admiral Matthew Dougherty            | Anthony Zerbe     | Lothar Blumhagen        |
| Sub-Ahdar Gallatin                   | Gregg Henry       | Jan Spitzer             |
| Artim                                | Michael Welch     | Konrad Bösherz          |
| Sojef                                | Daniel Hugh Kelly | Bernd Schramm           |
| Regentin Cuzar                       | Peggy Miley       | Margot Rothweiler       |
| Son’a-Offizier                       | Bruce French      | Lutz Riedel             |

## Kritiken
„Das nunmehr neunte ‚Star Trek‘-Kinoabenteuer zehrt erneut von der recht noblen humanistischen Gesinnung der Serie, dümpelt dramaturgisch allerdings auf dem bescheidenen Niveau einer durchschnittlichen Fernsehfolge.“

„Nach dem großartigen düsteren 8. Film führte Frakes auch beim 9. Star-Trek Abenteuer Regie, der leider weder inhaltlich noch erzähltechnisch überzeugen konnte. Die scheinbar moralische Fragestellung ist schwach ausgearbeitet, der Grund für das Meutern der Enterprise-Besatzung eher fragwürdig.“

Roger Ebert stellte in seiner Kritik in der Chicago Sun-Times vom 11. Dezember 1998 fest, dass die ethischen Konflikte in diesem Film über die Umsiedlung der 600 Bewohner des Planeten der Ba’ku nicht tiefgründig genug ausgearbeitet wurden. Vor allem sei für ihn nicht einzusehen, warum man die Interessen der Bewohner – die ursprünglich ja nicht einmal getötet werden sollten – höher bewerten solle, als die Möglichkeit, die Vorteile der regenerativen Strahlung – die letztlich ja ewiges Leben bedeuten würde – für Millionen von Menschen in der ganzen Föderation nutzbar zu machen. Er nennt den Film nicht überzeugend und gab ihm 2 von 4 Sternen.
Andrew O’Hehir schrieb für Salon.com, dass Zuschauer, die mit dem Star-Trek-Universum nicht vertraut sind, den Film trivial und wenig aufregend finden, während Fans ihn genießen werden.
Denis Hoffmann zeigte sich in seiner Rezension für Zelluloid.de dagegen wesentlich wohlwollender:

„Jonathan Frakes hat schon mit ‚Der Erste Kontakt‘ bewiesen, daß er als Regisseur ein glückliches Händchen hat. Auch seine zweite Mission kann durchaus als gelungen bezeichnet werden. Er hat aus ‚Der Aufstand‘ einen sehr unterhaltsamen Film gemacht, der sowohl gelungene Special-Effects, als auch handfeste Action bietet.“